# Jean-Jacques-François Mollien
Pour les articles homonymes, voir Mollien.
Jean-Jacques-François Mollien est un homme politique français né le 11 juin 1754 à Mesnil-sur-Blangy (Calvados) et mort le 17 avril 1820 à Launay-sur-Calonne (Calvados).

## Biographie
Propriétaire à Pont-l’Évêque, il est député du tiers état aux états généraux de 1789 pour le bailliage de Rouen. Il est ensuite membre du directoire du district de Pont-l'Évêque et chef de bataillon de la garde nationale. Il est nommé sous-préfet de Pont-l'Évêque en 1800.

## Sources
- « Jean-Jacques-François Mollien », dans Adolphe Robert et Gaston Cougny, Dictionnaire des parlementaires français, Edgar Bourloton, 1889-1891 [détail de l’édition]